# 모리모토 나미
모리모토 나미(守本奈実, もりもと なみ 1981년 1월 18일 ~ 지바현 나가레야마시)은 일본의 언론인이며 NHK 소속의 여성 아나운서이다. 애칭은 모리모짱(もりもっちゃん), 카피코(カピ子)이다.

## 생애
모리모토 나미(守本奈実) 아나운서는 1981년 1월 18일 일본 지바현 나가레야마시에서 태어났다. 그녀는 지바현 가시와시에 있는 지바현립 히가시 카즈시카 중학교·고등학교(千葉県立東葛飾中学校・高等学校)를 졸업하고 도쿄도 도시마구에 있는 가쿠슈인 대학 문학부를 졸업했다. 신장은 159cm 이고 혈액형은 A형이다.

## 입사
그녀는 대학 졸업 후 2004년에 NHK에 입사했다. 입사동기로는 스즈키 나오코.이노우에 아사히, 마츠무라 마사요 아나운서가 있다. 첫 발령지인 오이타현에 NHK 오이타 방송국에서 아나운서 생활을 시작했다. 이 후 NHK 후쿠오카 방송국에서 활동하고 현재 NHK 방송 센터에서 활동하고 있다.

## 그 외
모리모토(守本) 아나운서는 어린 시절에 싱가포르에서 살아 온 해외 거주 경험이 있었다. 그녀는 2014년 4월부터 산휴(출산 휴가의 준말)에 들어간 코고오 토모코 아나운서를 대신해, NHK 뉴스7의 토요일과 일요일,공휴일의 메인 캐스터를 담당했었고 같은 해 9월에 같은 연출가인 니시무라 타케고로우(西村武五郎)와 결혼해 슬하에 자녀가 2명이 있다. 그러다가 2016년 4월부터, 산휴(출산 휴가)에 들어가 NHK 뉴스7의 토요일,일요일, 공휴일의 메인 캐스터를 다카세 코조에게 바톤 터치 했었다. 2018년 4월에 복직해서 NHK 종합 텔레비전에 뉴스 시부 5시를 2021년 9월 9일까지 하다가 2021년 10월에 다시 육아 휴직을 내다가 아이를 낳고 2023년 3월 복직한 뒤 2023년 4월 개편에 따라 NHK 교육 텔레비전 오늘의 요리에 진행자로 복귀했다.

## 프로그램 경력
- 수도권 뉴스 845: (2011년 4월 - 2014년 3월）공휴일을 제외한 평일(월 ~ 금) 진행
- NHK 뉴스: (2011년 4월 - 2014년 3월) 공휴일을 제외한 평일(월 ~ 금) 오후 4시 55분 ~ 5시 5분 진행
- NHK 뉴스 7: (2011년 4월 - 2014년 3월) 월 ~ 금 서브 케스터, (2014년 4월 5일 〜 2016년 4월 3일) 토,일,공휴일 메인 케스터
- 오늘의 요리: (2023년 4월 - 현재)

## 취미 및 특기
모리모토(守本) 아나운서는 취미는 독서와 요리하기,식물기르기이다.